# Paracordulia sericea
Paracordulia sericea – gatunek ważki z rodziny szklarkowatych (Corduliidae). Występuje w Ameryce Południowej; bardzo rzadki i znany z nielicznych stwierdzeń – od Boliwii i Peru po Wenezuelę, Surinam i północną Brazylię.